# Hydropsyche ressli
Hydropsyche ressli là một loài Trichoptera trong họ Hydropsychidae. Chúng phân bố ở miền Cổ bắc.